# جزيرة أمبرغريس كاي
جزيرة أمبرغريس كاي (/æmˈbɜːrɡrɪs ˈkiː/ أم-بِر-غْرِس كي؛ بالإسبانية: Cayo Ambergris)، هي أكبر جزيرة في بليز، وتقع شمال شرق البر الرئيسي للبلاد، في البحر الكاريبي. يبلغ طولها قرابة 40 كيلومترًا (25 ميلًا) من الشمال إلى الجنوب، وعرضها نحو 1.6 كيلومتر (ميل واحد). خضعت أجزاء كثيرة من الجزيرة للتطوير البشري منذ وصول مُزارعي جوز الهند في القرن السابع عشر، إلا أنها لا تزال مغطاة برمال المرجان البيضاء، تتوسطها غابات الأيكة الساحلية. يمتد ساحلها الشرقي بمحاذاة أقصى شمال حاجز بليز المرجاني، وهو أحد مواقع التراث العالمي لليونسكو.
عاشت جماعة من المايا على الجزيرة في عصر ما قبل الكولومبي، تاركةً وراءها خزفًا أحمر مصقولًا مميزًا. ويُعتقد على نطاق واسع أن التجارة البحرية دفعت المايا أنفسهم لحفر "بوكا باكالار تشيكو"، وهي القناة البحرية التي تفصل الجزيرة عن البر الرئيسي المكسيكي. ومع ذلك، يمكن أن تكون أصول هذه القناة طبيعية أيضًا (مثل إعصار).
تُعدّ بلدة سان بيدرو أكبر مستوطنة وبلدة وحيدة في جزيرة أمبرغريس كاي. تضم الجزيرة أيضًا عددًا من القرى الصغيرة والمنتجعات التي تخدم قطاع السياحة المتنامي، لا سيما السياحة البيئية والغوص. مع أن الجزيرة تدار بوصفها جزء من مقاطعة بليز، إلا أن أقرب نقطة على البر الرئيسي تقع ضمن مقاطعة كوروزال.